# International Journal of Geometry
International Journal of Geometry es una revista académica revisada por expertos que cubre los campos de la geometría euclidiana, no euclidiana y discreta. 
Fue fundada en 2012 y se publica semestralmente por el Departamento de Matemáticas del Instituto Nacional Vasile Alecsandri en Bacău.
La revista está indexada, entre otros, por Zentralblatt MATH, Mathematical Reviews, y Ebsco. 